# August Schreiber (Landrat)
August Friedrich Wilhelm Schreiber (* 13. Mai 1797 in Arolsen; † 1. November 1869 in Niederwildungen) war ein deutscher Forstbeamter und Landrat.

## Leben
August Schreiber war Sohn des Waldeck’schen Kammerrats Philipp Schreiber (1766–1834) und dessen Ehefrau Auguste Dorothea Wilhelmine, geborene Brumhard (1771–1836). Nach dem Besuch der Alten Landesschule Korbach immatrikulierte er sich am 1. November 1814 zum Studium der Forstwissenschaften an der Universität Göttingen, welches er 1815 abschloss. 1817 wurde er Akzessist bei der Domänenkammer. In seiner Studienzeit wurde er Mitglied des Corps Hannovera Göttingen. 1822 bis 1826 war er Sekretär der Forstkammer in Arolsen. 1826 wurde er zum Rat und Oberrentereibeamten in Pyrmont ernannt. 1849 wurden das bislang in Personalunion verwaltete Fürstentum Waldeck und die Grafschaft Pyrmont zum Fürstentum Waldeck-Pyrmont vereinigt. Er war ab 1850 Kreisrat (d. i. Landrat) des neugebildeten Kreises der Eder mit Sitz in Niederwildungen. Als Kreisrat war er 1859 Begründer der Kreissparkasse des Kreises der Eder, heute Sparkasse Waldeck-Frankenberg. 1860 wurde er wegen Krankheit pensioniert.
1849 bis 1851 war er Abgeordneter im Landtag des Fürstentums Waldeck-Pyrmont. Er wurde im XIII. Wahlkreis gewählt. 1851 war er Abgeordneter im Spezial-Landtag für das Fürstentum Pyrmont.
Schreiber war in erster Ehe seit 1822 mit Friederike (1805–1835), Tochter des Bergrats Johann Christian Stoecker, und in zweiter Ehe seit 1835 mit Pauline (1810–1901), Tochter des Gutsbesitzers Theodor Henrici zu Küterbrok verheiratet. Aus beiden Ehen entsprossen insgesamt neun Kinder.